# Péczely Piroska
Péczely Piroska, született Péczely Piroska Mária (Kiskomárom, 1899. június 17. – Keszthely, 1978. február 27.) magyar festőművész, muzeológus, restaurátor, szakíró.

## Élete
Kiskomáromban született Péczely László okleveles gazdász, szőlőbirtokos és Mátray Sarolta gyermekeként. 

## Főbb művei
- Keszthely. (Társszerzők: Iványi Béla, Sági Károly. Balatonfüred, 1956)
- A keszthelyi Festetics kastély és belső berendezése. (Budapest, 1958)
- A 200 éves keszthelyi kórház. (Társszerzők: Sági Károly, Szutrély Antal. Veszprém, 1959)
- Keszthely. (Társszerzők: Koppány Tibor, Sági Károly. Budapest, 1962
- Keszthely és környéke. (Társszerzők: Iványi Béla, Sági Károly. Veszprém, 1962)
- A keszthelyi Festetics-kastély. (Budapest, 1964., 1968)